# Sollentuna
Sollentuna er en bydel i Upplands Väsby och Sollentuna's byområde der ligger i det svenske län Stockholms län i Uppland. Frem til 1990 var Sollentuna et selvstændigt byområde som også omfattede de tidligere byer Rotebro og Viby.  Sollentuna Centrum udgør den centrale del af Sollentuna Kommune og ligger i den ældre bydel Tureberg. Oprindeligt lå centrum dog i den gamle Sollentuna kirkeby ved Sollentuna Kirke, beliggende mellem Norrviken og Rotebro. Da Norrviken i sin tid blev skabt som sognekommune i 1929, flyttede man flere forvaltningsområder fra kirkebyen og dertil, inden man i 1944 igen flyttede forvaltningen videre til Tureberg, som nu udgjorde et centrum for byområdet. Forvaltningsdelen blev nu kaldt Sollentuna köping.

## Historie
De første spor efter mennesker i Sollentuna-området, er fundet af stenøkser, der kan dateres tilbage til 3000-tallet f.Kr. og i 500-tallet f.Kr. dukkede de første permanente bopladser op. En såkaldt kongehøj i det nuværende centrale Sollentuna benævntes Kung Agnes Hög. Edsängens gravplads er et område med gravhøje beliggende i Edsberg. Her findes ca. 125 høje, hvilket gør gravpladsen til én af kommunens største.
I slutningen af 1800-tallet var Sollentuna en større landsby, hvor størstedelen af de ca. 1.150 indbyggere ernærende sig ved jord- eller skovbrug. Landsbyens marker og gårde ejedes for størstedelens vedkommende af familien Rudbeck. Samfundet forandredes i takt med at jernbanedriften gjorde infrastrukturen bedre bl.a. fordi den daværende Norra Stambanan (strækningen regnes nu som en del af Ostkustbanan) førtes igennem Sollentuna. Ved åbningen af jernbanestrækningen Stockholm-Uppsala d. 20. september 1866, fik Sollentuna sin første station i bydelen Rotebro for senere samme år at få et trinbræt i Tureberg, der i år 1900 blev udvidet til en station. Flere industrier begyndte nu at etablere sig i byområdet, bl.a. en dynamitfabrik og en gærfabrik.
I starten af 1900-tallet begyndte man at udstykke områdets gamle herregårdsjorde til villagrunde, hvilket satte gang i parcelhus-byggeriet. I perioden 1906-1910 opførtes 114 nye villaer i Norrviken og bydelen fik eget trinbræt i 1907.  I 1918 opkøbtes Edsbergs gods af AB Upplandshem for at udstykke disse og sælge dem som boligområder. Marken ved Edsviken syd for Tureberg fik navnet Edsviken Villastad, og området vest for jernbanen fik navnet Eriksbergs Villastad. Helenelund fik trinbræt i 1922 , mens Häggvik måtte vente til 1932. 

## Station for Stockholms pendeltåg
I Sollentunas centrum ligger en såkaldt togpendlerstation, der er stop på strækningen Stockholms pendeltåg. Ved stationen byggede man i 1976 en busterminal, der moderniseredes i 1998. 

## Kendte personer med tilknytning til Sollentuna
- Kajsa Bergqvist, højdespringer, opvokset i Sollentuna
- Thomas Bodström, politiker, opvokset i Sollentuna
- Ted Gärdestad, musiker, voksede op og boede i Sollentuna
- Ulrika Jonsson, kendt programleder i England, født i Sollentuna
- Kristin Kaspersen, programleder, bor i Sollentuna
- Lars Lagerbäck, svensk fodboldtræner, har tidligere boet i Viby, Sollentuna
- Anders Limpar, tidligere fodboldspiller, opvokset og bosat i Sollentuna
- Yngwie Malmsteen, guitarist, komponist og bandleder, født i Sollentuna
- Johan Mjällby, tidligere fodboldspiller, bor i Sollentuna
- Christer Pettersson, mistænkt for mordet på Olof Palme, boede i Sollentuna
- Lena Wisborg, skuespillerinde, født i Sollentuna

## Venskabsbyer
- Hvidovre, Danmark  Danmark
- Saue, Estland  Estland
- Tusby, Finland  Finland
- Oppegård, Norge  Norge

## Galleri
- Storhög sydøst for Sollentuna station
- Sollentuna kirke
- Norrviken
- Edsviken
- Stallbacken kunsthall
- Sollentunavallen